# Vicente Rodríguez (político)
Vicente Rodríguez (1959 - 1 de agosto de 2021) foi um político paraguaio que atuou como deputado de 2018 até sua morte em 2021, e antes disso como governador de San Pedro de 2013 a 2018.